# Astra 1H

Astra 1H (Астра 1H) — європейський телекомунікаційний супутник. Він призначається для ретрансляції радіо- і телепрограм в аналоговому і цифровому форматах.
На супутнику Astra 1H буде змонтовано два транспондера Ka-діапазону. Ці транспондери будуть використовуватися для надання мультимедійних послуг: передачі програмного забезпечення, комп'ютерних ігор і доступу в Інтернет. Для надання мультимедійних послуг SES і компанія Intel в березні 2004 року організували спільне підприємство ESM - European Satellite Multimedia Services.

## Характеристики
- Ракета-носій: «Протон»
- Стабілізація: по трьох осях
- Кількість транспондерів: 22
- Потужність транспондера: 100 Вт
- ЕІВП в центрі пучка: 52 дБВт
- Ширина смуги транспондера: 26 МГц
- Робочий діапазон (down-link): 12,5 ... 12,75 ГГц

## Зона покриття
Європа. Зокрема, в Москві можливий прийом програм, що транслюються з цього супутника.